# Gortzius Geldorp
Gortzius Geldorp, né en 1553 à Louvain et mort entre 1616 et 1619 à Cologne, est un peintre d’histoire et portraitiste flamand.

## Biographie
Geldorp est entré en 1570-1571 à Anvers chez Franz Francken l’Ancien dans la guilde de Saint-Luc avant d’intégrer l’atelier de l’éminent portraitiste de son temps, Frans Pourbus l'Ancien. Francken et Pourbus appartenaient à l’école du « Raphaël flamand », Frans Floris, à qui la Renaissance hollandaise doit tant.
.

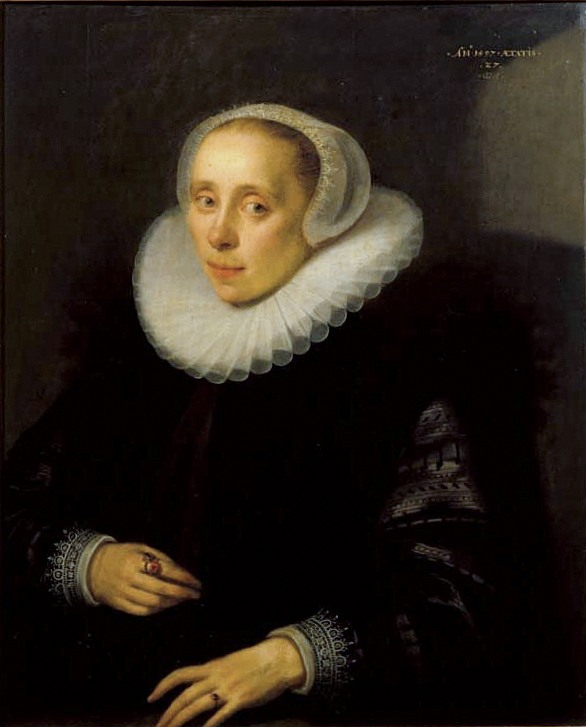
Portrait d’une dame, huile sur panneau, 1597, Museu Nacional de Arte Antiga de Lisbonne

Gortzius a gagné en importance et a reçu un poste chez le duc de Terranuova, Carlo d'Aragona Tagliavia (en) qu’il accompagnait régulièrement dans ses missions, notamment aux négociations de paix de 1579 avec les Pays-Bas à Cologne. En ce temps-là, il était de tradition de se faire accompagner d’un peintre qui, comme aujourd’hui les journalistes, notait les impressions, les gens et les curiosités dans ses dessins. Gortzius est resté le fidèle compagnon d’Aragona jusqu’à la mort de celui-ci, survenue en 1618.
En 1610, il a remplacé Bartholomaeus Bruyn le Jeune au Conseil de la ville de Cologne. Certaines de ses œuvres ont été gravées sur cuivre par Crispin de Passe l'Ancien, d’autres par Peter Isselburg (de). Vers 1601, de Passe a reproduit son Portrait de l’électeur Lothar von Trier.
Gortzius Geldorp eut deux fils : Melchior et Georg (en). Melchior Geldorp a fait des portraits à Cologne, de 1615 à 1637, entre autres un portrait de Wolfgang Wilhelm, comte palatin, gravé in-f°, par Abraham Hogenberg (de). Georg, qui est le Geldorp de Rubens, fut également un portraitiste connu, était actif en Angleterre au milieu du XVIIe siècle. Il avait connu à Cologne le riche banquier Jabach, et il lui servit d’intermédiaire auprès de Rubens pour la demande d’un tableau qui fut le Saint Pierre ; c’est à ce sujet que Rubens lui écrivait, en Angleterre, car Georg s’était établi à Londres, où il mena grande vie sous Charles Ier et sous Cromwell. Il y a peint beaucoup de portraits de hauts personnages, et il y était encore en 1653.

## Style

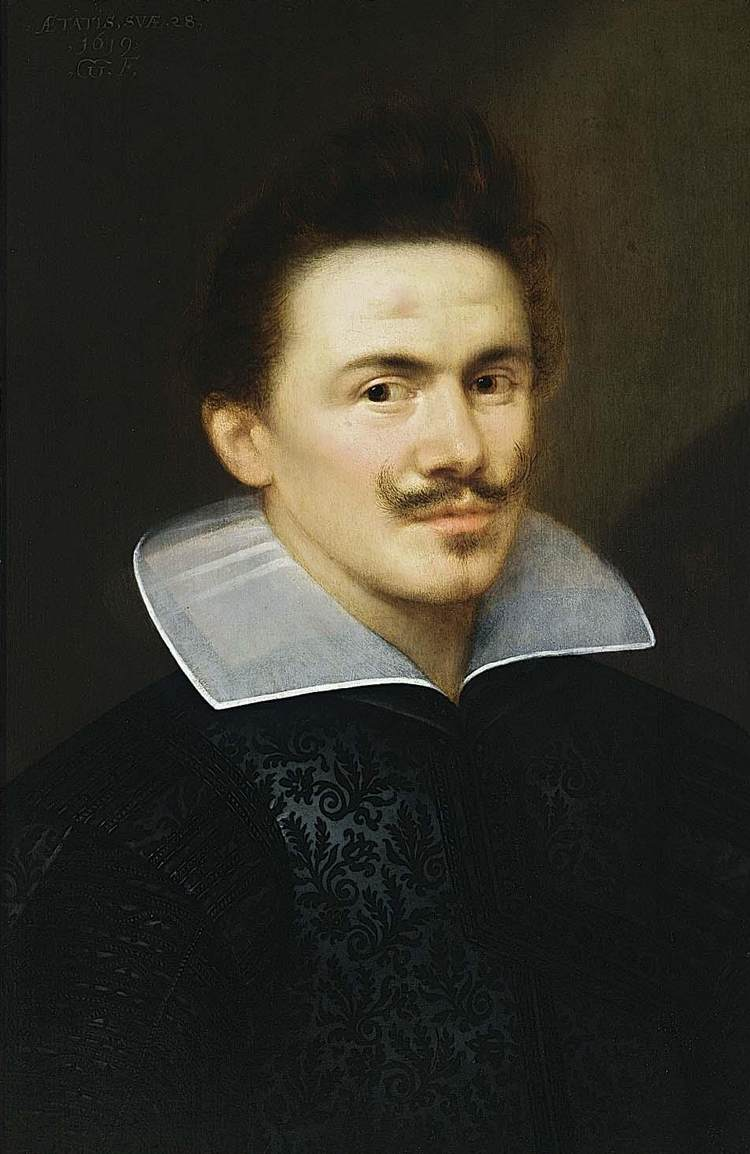
Portrait d’homme, 1619, huile sur panneau, collection particulière.

Le coloris de Geldorp est brillant et vigoureux. Le brun dominait sa palette. Ses œuvres tardives se caractérisent par des transitions en douceur et le ton bleuâtre des poignets et du cou.
Les peintures d’histoire de Geldorp à la manière néerlandaise ont le caractère de portraits. À partir de 1595, il a commencé à signer ses tableaux. Sa signature se compose d’un entrelacs de ses initiales GG avec un f pour fecit.
On trouve les œuvres de Gortzius au Musée rhénan d’État de Bonn (portraits d'Eberhard III Jabach et de son épouse), au musée de la ville de Cologne, à l’Alte Pinakothekde de Munich et au Musée d'histoire de l'art de Vienne.
En 1920, environ 70 de ses portraits, principalement sur bois, dont environ 30 à Cologne, subsistaient. Son œuvre comprend neuf portraits de famille, la dernière datant de 1610. Ses œuvres ont été partiellement confondues avec celles de Hans von Aachen.

## Sources
- Adolphe Siret, Dictionnaire historique des peintres de toutes les écoles, 2e, Paris, A. Lacroix, Verboeckhoven et cie, 1866, p. 353.
- Théophile Thoré, Études sur les peintres hollandais et flamands. Galerie d’Arenberg à Bruxelles : avec le catalogue complet de la collection par W. Bürger, Paris, J. Renouard, 1859, in-8°, 185-V p., p. 88-89.